# Джеймі Каплан
Джеймі Каплан (англ. Jaime Kaplan; нар. 1 жовтня 1961) — колишня американська тенісистка.
Найвищу одиночну позицію світового рейтингу — 308 місце досягла 14 березня, 1988, парну — 91 місце — 20 липня, 1987 року.
Найвищим досягненням на турнірах Великого шолома було 3 коло в змішаному парному розряді.

## Фінали ITF
| Легенда         |
| --------------- |
| турніри $25,000 |
| турніри $10,000 |

### Парний розряд: 12 (6–6)
| Результат | Ранг | Дата              | Турнір                         | Покриття | Партнерка           | Суперниці                              | Рахунок       |
| --------- | ---- | ----------------- | ------------------------------ | -------- | ------------------- | -------------------------------------- | ------------- |
| Перемога  | 1.   | 18 червня 1983    | Флемінгтон (Пенсільванія), США | Тверде   | Лі Макґваєр         | Джиджі Фернандес Джейн Форман          | 6–3, 3–6, 6–4 |
| Поразка   | 1.   | 22 серпня 1983    | Бронкс, США                    | Тверде   | Лі Макґваєр         | Кетлін Каммінгс Робін Вайт             | 4–6, 5–7      |
| Поразка   | 2.   | 9 жовтня 1983     | Бендіго, Австралія             | Трава    | Діенн Генсел        | Ліса Додсон Лані Вілкокс               | 7–6, 3–6, 4–6 |
| Поразка   | 3.   | 9 січня 1984      | Сан-Антоніо, США               | Тверде   | Керол Крістіан      | Олена Єлисеєнко Світлана Пархоменко    | 1–6, 1–6      |
| Перемога  | 2.   | 16 січня 1984     | Делрей-Біч, США                | Тверде   | Світлана Пархоменко | Керол Крістіан Джеймі Голдер           | 6–3, 6–1      |
| Перемога  | 3.   | 28 жовтня 1984    | Саґа (Саґа), Японія            | Тверде   | Керол Вотсон        | Кріс Кінні Донна Рубін                 | 6–4, 4–6, 6–1 |
| Поразка   | 4.   | 4 листопада 1984  | Мацуяма, Японія                | Тверде   | Керол Вотсон        | Кріс Кінні Донна Рубін                 | 4–6, 6–3, 3–6 |
| Перемога  | 4.   | 12 листопада 1984 | Куросіо (Коті), Японія         | Тверде   | Керол Вотсон        | Лі Сіньї Чжун Ні                       | 7–5, 6–3      |
| Поразка   | 5.   | 25 листопада 1984 | Кофу (Яманасі), Японія         | Тверде   | Керол Вотсон        | Кріс Кінні Донна Рубін                 | 5–7, 3–6      |
| Поразка   | 6.   | 14 січня 1985     | Делрей-Біч, США                | Тверде   | Даєн Фаррелл        | Елізабет Екблом Маріанне ван дер Торре | 3–6, 5–7      |
| Перемога  | 5.   | 15 липня 1985     | Ландскруна, Швеція             | Ґрунт    | Джилл Гетерінгтон   | Луїс Філд Дженін Томпсон               | 7–5, 6–2      |
| Перемога  | 6.   | 25 січня 1987     | Сан-Антоніо, США               | Тверде   | Дженніфер Гудлінг   | Гезер Кроу Кім Стейнмец                | 6–4, 6–4      |